# Saint-Germain-sur-Ille
Pour les articles homonymes, voir Saint-Germain.
Saint-Germain-sur-Ille est une commune française située dans le département d'Ille-et-Vilaine en région Bretagne, peuplée de 1 023 habitants.

## Géographie
À 20 minutes de Rennes, en direction nord, entre les axes routiers menant vers Le Mont-Saint-Michel d'une part (RD 175, ex-RN 175) et vers Saint-Malo d'autre part (RD 137, ex-RN 137), Saint Germain-sur-Ille est doté d'une halte SNCF (ligne Rennes-Saint-Malo).
Le bourg est situé sur une crête rocheuse et forme un promontoire sur la vallée de l'Ille qui coule en limite ouest et sud du territoire communal, en étroite symbiose avec le canal d'Ille-et-Rance.

### Communes limitrophes
|         | Saint-Médard-sur-Ille  | Saint-Aubin-d'Aubigné |
| Melesse | Saint-Germain-sur-Ille |                       |
|         |                        | Chevaigné             |

### Hydrographie
Pour un article plus général, voir Réseau hydrographique d'Ille-et-Vilaine.
La commune est située dans le bassin Loire-Bretagne. Elle est drainée par l'Ille, la Moutonnais, et un autre petit cours d'eau,.
L'Ille, d'une longueur de 49 km, prend sa source dans la commune de Dingé et se jette  dans la Vilaine à Rennes, après avoir traversé onze communes. 

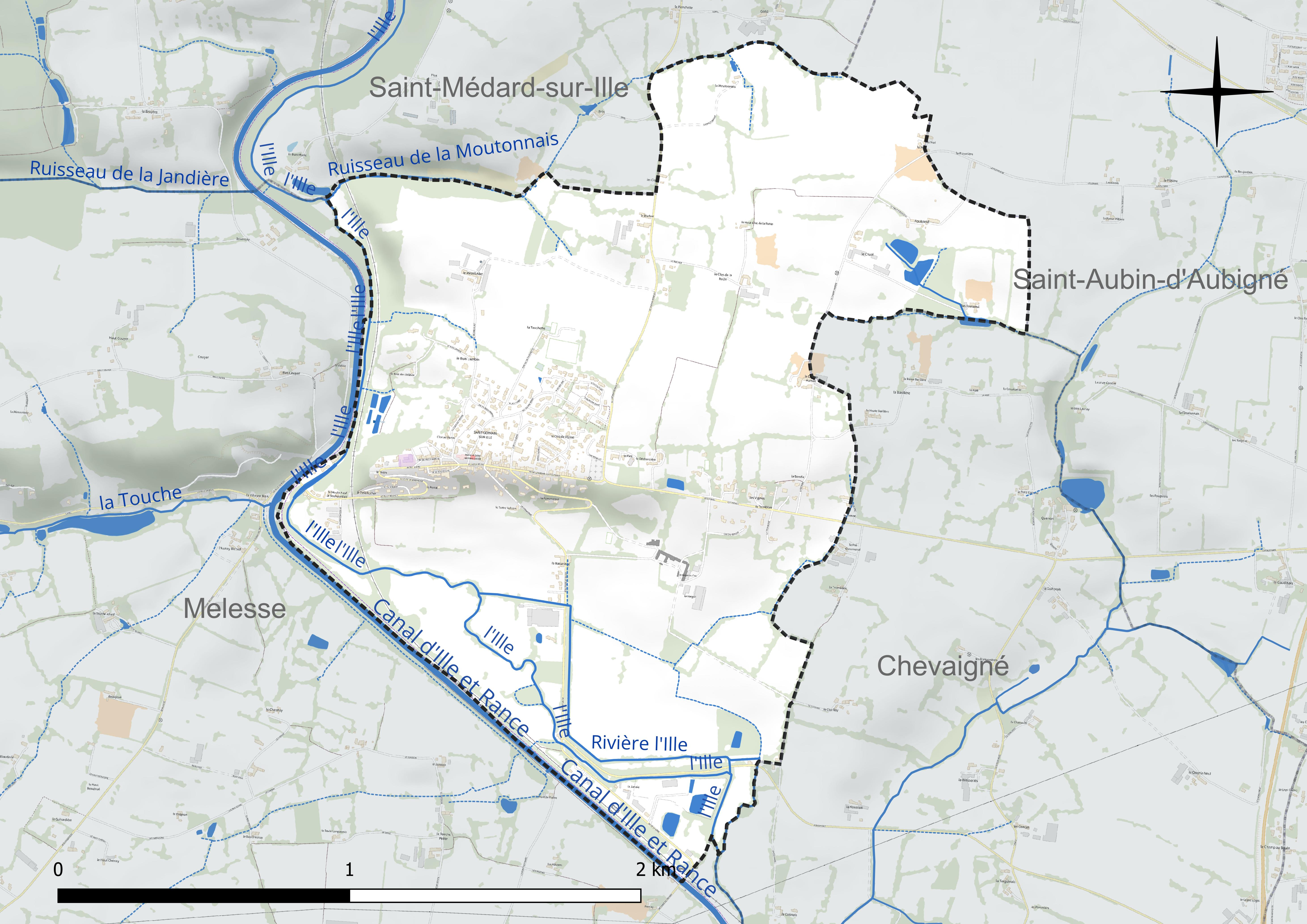
Réseau hydrographique de Saint-Germain-sur-Ille.

### Climat
Pour des articles plus généraux, voir Climat de la Bretagne et Climat d'Ille-et-Vilaine.
En 2010, le climat de la commune est de type climat océanique altéré, selon une étude du CNRS s'appuyant sur une série de données couvrant la période 1971-2000. En 2020, Météo-France publie une typologie des climats de la France métropolitaine dans laquelle la commune est exposée à un climat océanique et est dans la région climatique Bretagne orientale et méridionale, Pays nantais, Vendée, caractérisée par une faible pluviométrie en été et une bonne insolation. Parallèlement l'observatoire de l'environnement en Bretagne publie en 2020 un zonage climatique de la région Bretagne, s'appuyant sur des données de Météo-France de 2009. La commune est, selon ce zonage, dans la zone « Intérieur Est », avec des hivers frais, des étés chauds et des pluies modérées.
Pour la période 1971-2000, la température annuelle moyenne est de 11,4 °C, avec une amplitude thermique annuelle de 12,9 °C. Le cumul annuel moyen de précipitations est de 758 mm, avec 12,6 jours de précipitations en janvier et 7,1 jours en juillet. Pour la période 1991-2020, la température moyenne annuelle observée sur la station météorologique la plus proche, située sur la commune de Feins à 9 km à vol d'oiseau, est de 11,9 °C et le cumul annuel moyen de précipitations est de 816,2 mm,. Pour l'avenir, les paramètres climatiques de la commune estimés pour 2050 selon différents scénarios d'émission de gaz à effet de serre sont consultables sur un site dédié publié par Météo-France en novembre 2022.

## Urbanisme

### Typologie
Au 1er janvier 2024, Saint-Germain-sur-Ille est catégorisée bourg rural, selon la nouvelle grille communale de densité à sept niveaux définie par l'Insee en 2022.
Elle est située hors unité urbaine. Par ailleurs la commune fait partie de l'aire d'attraction de Rennes, dont elle est une commune de la couronne,. Cette aire, qui regroupe 183 communes, est catégorisée dans les aires de 700 000 habitants ou plus (hors Paris),.

### Occupation des sols
L'occupation des sols de la commune, telle qu'elle ressort de la base de données européenne d'occupation biophysique des sols Corine Land Cover (CLC), est marquée par l'importance des territoires agricoles (88 % en 2018), en diminution par rapport à 1990 (89,5 %). La répartition détaillée en 2018 est la suivante :
terres arables (41,4 %), zones agricoles hétérogènes (36,3 %), zones urbanisées (10,8 %), prairies (10,3 %), forêts (1,2 %). L'évolution de l'occupation des sols de la commune et de ses infrastructures peut être observée sur les différentes représentations cartographiques du territoire : la carte de Cassini (XVIIIe siècle), la carte d'état-major (1820-1866) et les cartes ou photos aériennes de l'IGN pour la période actuelle (1950 à aujourd'hui).

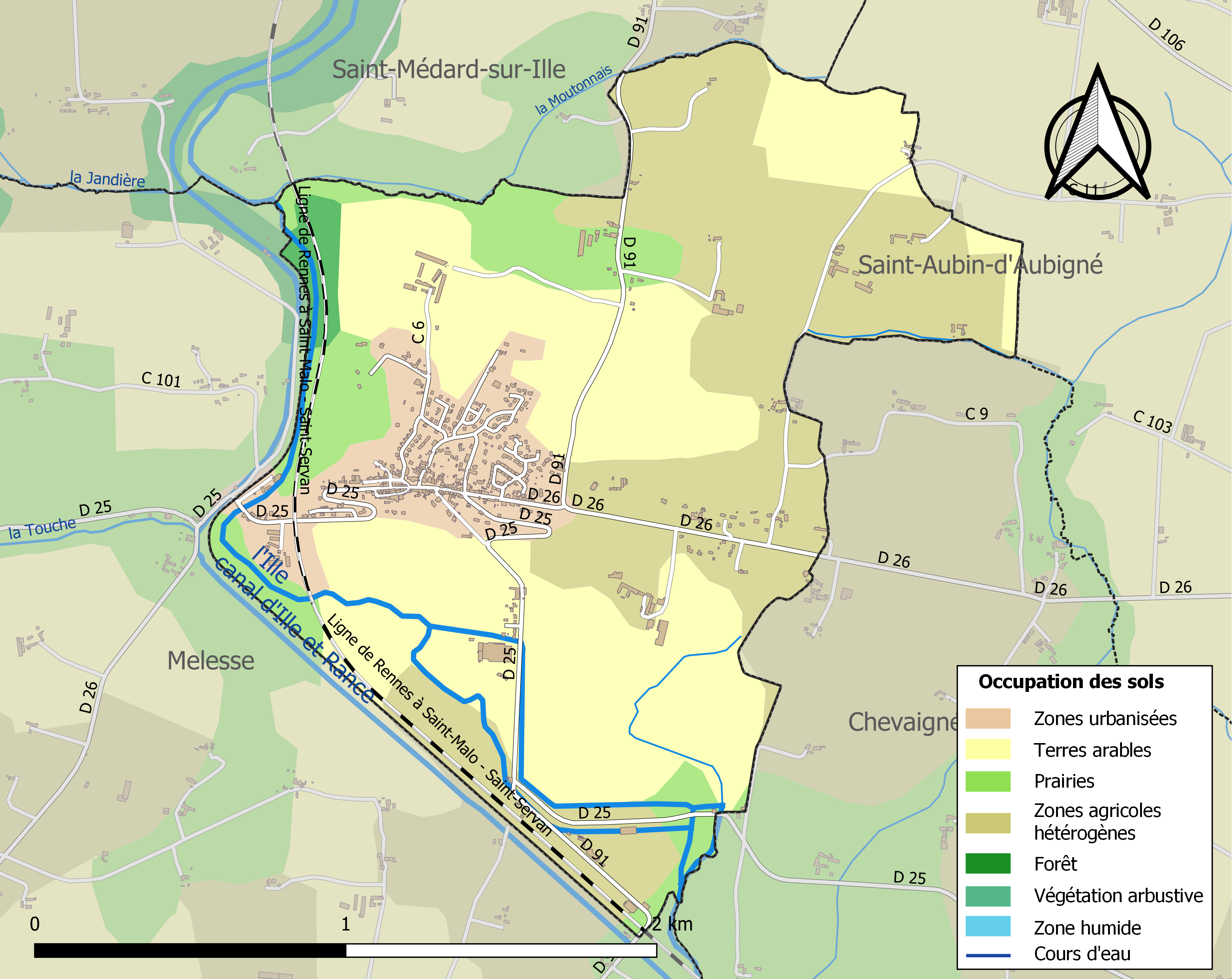
Carte des infrastructures et de l'occupation des sols de la commune en 2018 (CLC).

## Toponymie
L'origine du nom est lié à saint Germain, évêque d'Auxerre au Ve siècle.

## Histoire
Le bourg connut aux XIe et XIIe siècles l'appellation Saint Germain d'Aubigné comme faisant partie de la seigneurie d'Aubigné. Au XVIe siècle, l'exploitation de terre glaise lui valut le nom de Saint Germain l'Argilier et sous la Révolution, ce fut Germain-la-Montagne.
Mathurin Gandon fut pendant 43 ans instituteur à Saint-Germain-sur-Ille vers le milieu du XIXe siècle

## Héraldique
| Blason de Saint-Germain-sur-Ille | Blason  | D'argent au mont de trois coupeaux de sable mouvant d'une mer d'azur; au chef parti au 1er de gueules à la mitre d'or et au 2e d'azur à l'épée basse d'argent brochant sur deux clefs du même, renversées, passées en sautoir, les pannetons affrontés, le tout accompagné de quatre fleurs de lis d'or ordonnées 2 et 2. |
| Blason de Saint-Germain-sur-Ille | Détails | Le statut officiel du blason reste à déterminer. |

## Politique et administration

### Tendances politiques et résultats

#### Élections présidentielles
Résultats des seconds tours :
- Élection présidentielle de 1988 : 62,16 % pour François Mitterrand (PS), 37,84 % pour Jacques Chirac (RPR). Le taux de participation était de 87,87 %.
- Élection présidentielle de 1995 : 57,04 % pour Lionel Jospin (PS), 42,96 % pour Jacques Chirac (RPR). Le taux de participation était de 86,75 %.
- Élection présidentielle de 2002[18] : 92,69 % pour Jacques Chirac (RPR), 7,31 % pour Jean-Marie Le Pen (FN). Le taux de participation était de 84,75 %.
- Élection présidentielle de 2007[19] : 62,19 % pour Ségolène Royal (PS), 37,81 % pour Nicolas Sarkozy (UMP). Le taux de participation était de 91,78 %.
- Élection présidentielle de 2012[20] : 68,40 % pour François Hollande (PS), 31,60 % pour Nicolas Sarkozy (UMP). Le taux de participation était de 87,06 %.
- Élection présidentielle de 2017[21] : 86,39 % pour Emmanuel Macron (EM), 13,61 % pour Marine Le Pen (FN). Le taux de participation était de 80,91 %.
- Élection présidentielle de 2022[22] : 79,96 % pour Emmanuel Macron (LREM), 20,04 % pour Marine Le Pen (RN). Le taux de participation était de 78,75 %.

#### Élections législatives
Résultats des seconds tours :
- Élections législatives de 1993 : 54,92 % pour Yvon Jacob (RPR), 45,08 % pour Edmond Hervé (PS). Le taux de participation était de 72,73 %.
- Élections législatives de 1997 : 57,85 % pour Edmond Hervé (PS), 42,15 % pour Yvon Jacob (RPR). Le taux de participation était de 74,44 %.
- Élections législatives de 2002[23] : 54,28 % pour Philippe Tourtelier (PS), 45,72 % pour Loïck Le Brun (UDF). Le taux de participation était de 65,11 %.
- Élections législatives de 2007[24] : 65,57 % pour Philippe Tourtelier (PS), 34,43 % pour Loïck Le Brun (UMP). Le taux de participation était de 71,08 %.
- Élections législatives de 2012[25] : 71,99 % pour Louis Feuvrier (DVG), 28,01 % pour Thierry Benoit (ALLI). Le taux de participation était de 62,62 %.
- Élections législatives de 2017[26] : 70,12 % pour Nolwenn Vahé (LREM), 29,88 % pour Thierry Benoit (UDI). Le taux de participation était de 46,08 %.
- Élections législatives de 2022[27] : 65,32 % pour Hélène Mocquard (LFI), 34,68 % pour Thierry Benoit (HOR). Le taux de participation était de 65,95 %.
- Élections législatives de 2024[28] : 81,98 % pour Thierry Benoit (HOR), 18,02 % pour Tangi Marion (RN). Le taux de participation était de 78,23 %.

#### Élections européennes
Résultats des deux meilleurs scores :
- Élections européennes de 1994 : 26,34 % pour Dominique Baudis (UDF), 17,28 % pour Michel Rocard (PS). Le taux de participation était de 55,19 %.
- Élections européennes de 1999 : 23,01 % pour François Hollande (PS), 22,57 % pour Daniel Cohn-Bendit (LV). Le taux de participation était de 48,69 %.
- Élections européennes de 2004[29] : 39,33 % pour Bernard Poignant (PS), 19,48 % pour Marie-Hélène Aubert (LV). Le taux de participation était de 50,93 %.
- Élections européennes de 2009[30] : 34,78 % pour Yannick Jadot (LV), 19,57 % pour Bernadette Vergnaud (PS). Le taux de participation était de 47,70 %.
- Élections européennes de 2014[31] : 24,22 % pour Yannick Jadot (EÉLV), 13,98 % pour Isabelle Thomas (PS). Le taux de participation était de 53,40 %.
- Élections européennes de 2019[32] : 28,50 % pour Yannick Jadot (EÉLV), 18,76 % pour Nathalie Loiseau (LREM). Le taux de participation était de 65,48 %.
- Élections européennes de 2024[33] : 22,85 % pour Raphaël Glucksmann (PP), 20,70 % pour Manon Aubry (LFI). Le taux de participation était de 66,96 %.

#### Élections régionales
Résultats des seconds tours :
- Élections régionales de 2004[34] : 68,49 % pour Jean-Yves Le Drian (PS), 31,51 % pour Josselin de Rohan (UMP). Le taux de participation était de 65,09 %.
- Élections régionales de 2010[35] : 48,45 % pour Jean-Yves Le Drian (PS), 27,64 % pour Guy Hascoët (LV), 23,91 % pour Bernadette Malgorn (DVD). Le taux de participation était de 56,13 %.
- Élections régionales de 2015[36] : 68,45 % pour Jean-Yves Le Drian (PS), 19,64 % pour Marc Le Fur (LR), 11,90 % pour Gilles Pennelle (RN). Le taux de participation était de 59,16 %.
- Élections régionales de 2021[37] : 42,07 % pour Claire Desmares-Poirrier (EÉLV), 28,96 % pour Loïg Chesnais-Girard (PS), 12,20 % pour Thierry Burlot (LREM), 10,67 % pour Isabelle Le Callennec (LR), 6,10 % pour Gilles Pennelle (RN). Le taux de participation était de 46,90 %.

#### Élections départementales
Résultats des seconds tours :
- Élections départementales de 2015[38] : 66,56 % pour Ludovic Coulombel (PS) et Gaëlle Mestries (DVG), 33,44 % pour Jean-Michel Arbona (UDI) et Antoinette Depresle (DVD). Le taux de participation était de 52,13 %.
- Élections départementales de 2021[39] : 54,57 % pour Ludovic Coulombel (PS) et Gaëlle Mestries (DVG), 45,43 % pour Mathieu Frémeaux et Clémence Morinière (EÉLV). Le taux de participation était de 46,36 %.

#### Élections cantonales
Résultats des seconds tours :
- Élections cantonales de 1992 : 54,01 % pour Maurice Perrin (MAJ), 45,99 % pour Louis Genouël (DVD). Le taux de participation était de 65,21 %.
- Élections cantonales de 1998 : 60,30 % pour Pierre Esnault (PS), 39,70 % pour Philippe Daunay (DVD). Le taux de participation était de 56,11 %.
- Élections cantonales de 2004[40] : 67,45 % pour Jean-Yves Praud (PS), 32,55 % pour Pascale Picard (UMP). Le taux de participation était de 74,81 %.
- Élections cantonales de 2011[41] : 69,05 % pour Jean-Yves Praud (PS), 30,95 % pour Pascal Reinaud (M). Le taux de participation était de 45,19 %.

### Liste des maires
| Période                                  | Période      | Identité            | Étiquette | Qualité             |
| ---------------------------------------- | ------------ | ------------------- | --------- | ------------------- |
|                                          | avril 1920   | Toussaint Noury     |           |                     |
| avril 1920                               | mars 1926    | Jean-Louis Aubrée   |           |                     |
| avril 1926                               | mai 1942     | Joseph Guitton      |           |                     |
| mai 1942                                 | février 1954 | Valentin Barthélémy |           |                     |
| février 1954                             | mars 1971    | Pierre Huchet       |           |                     |
| mars 1971                                | mars 1977    | Émile Vilbou        |           |                     |
| mars 1977                                | mars 1983    | Pierre Huchet       |           |                     |
| mars 1983                                | mars 1989    | Émile Vilbou        |           | Retraité            |
| mars 1989                                | mars 2008    | Gérard Roulleaux    |           | Retraité            |
| mars 2008                                | 28 mai 2020  | Philippe Monnerie   | DVG       | Chef d'entreprise   |
| 28 mai 2020                              | En cours     | Bertrand Legendre   |           | Conducteur de train |
| Les données manquantes sont à compléter. |              |                     |           |                     |

## Jumelages

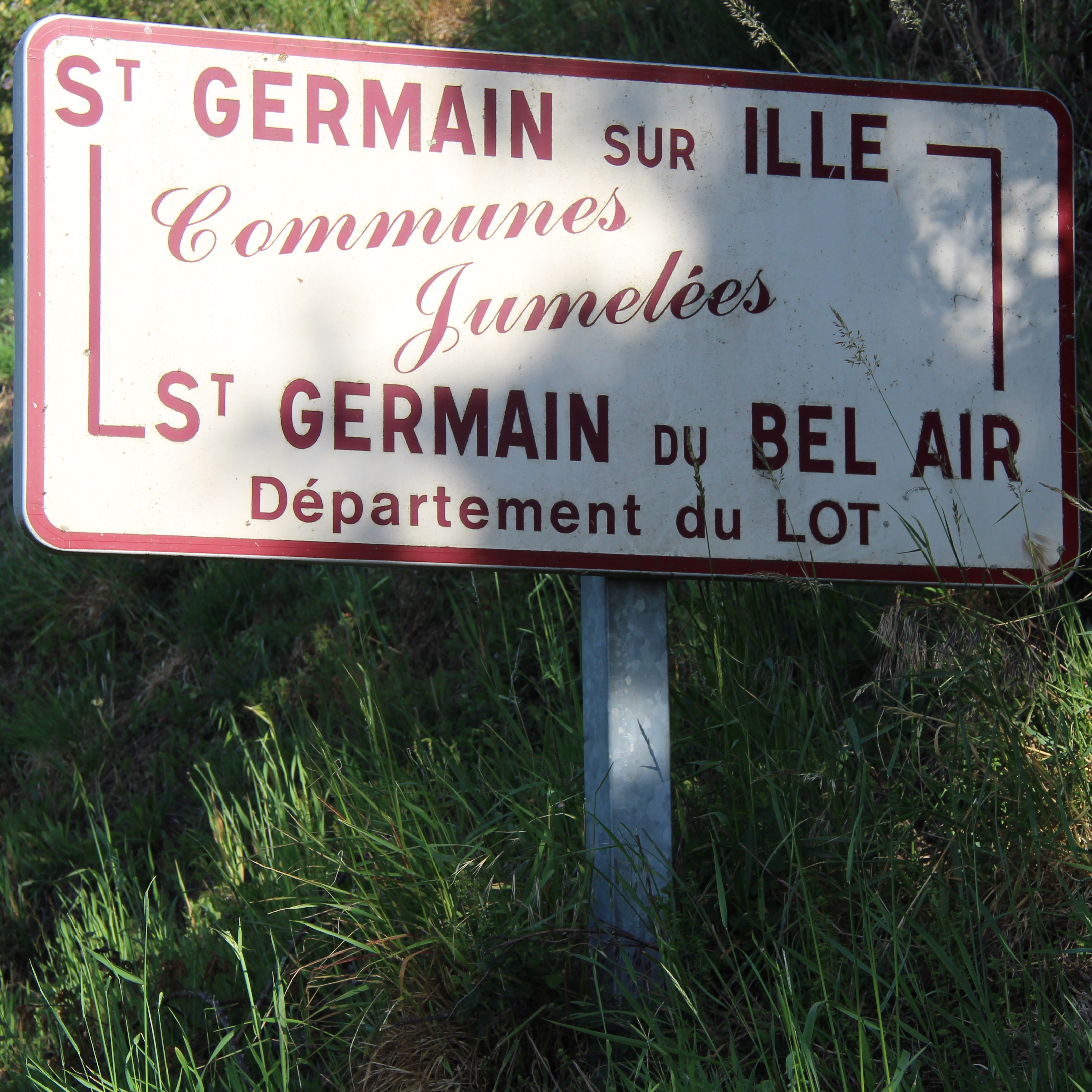
Panneau de jumelage à l'entrée de Saint-Germain-sur-Ille

Saint-Germain-sur-Ille est jumelé avec :
- Saint-Germain-du-Bel-Air (France) depuis 1992

Avec les dix-huit autres communes de la communauté de communes du Val d'Ille-Aubigné, le village est par ailleurs jumelé avec :
- Chedzoy (Royaume-Uni) depuis 2003
- Middlezoy (Royaume-Uni) depuis 2003
- Westonzoyland (Royaume-Uni) depuis 2003

## Démographie
L'évolution du nombre d'habitants est connue à travers les recensements de la population effectués dans la commune depuis 1793. Pour les communes de moins de 10 000 habitants, une enquête de recensement portant sur toute la population est réalisée tous les cinq ans, les populations de référence des années intermédiaires étant quant à elles estimées par interpolation ou extrapolation. Pour la commune, le premier recensement exhaustif entrant dans le cadre du nouveau dispositif a été réalisé en 2006.
En 2022, la commune comptait 1 023 habitants, en évolution de +11,44 % par rapport à 2016 (Ille-et-Vilaine : +5,46 %, France hors Mayotte : +2,11 %).
| 1793 | 1800 | 1806 | 1821 | 1831 | 1836 | 1841 | 1846 | 1851 |
| ---- | ---- | ---- | ---- | ---- | ---- | ---- | ---- | ---- |
| 269  | 298  | 335  | 351  | 377  | 403  | 456  | 495  | 497  |

| 1856 | 1861 | 1866 | 1872 | 1876 | 1881 | 1886 | 1891 | 1896 |
| ---- | ---- | ---- | ---- | ---- | ---- | ---- | ---- | ---- |
| 505  | 614  | 620  | 579  | 597  | 606  | 627  | 560  | 553  |

| 1901 | 1906 | 1911 | 1921 | 1926 | 1931 | 1936 | 1946 | 1954 |
| ---- | ---- | ---- | ---- | ---- | ---- | ---- | ---- | ---- |
| 556  | 563  | 585  | 542  | 502  | 480  | 452  | 480  | 542  |

| 1962 | 1968 | 1975 | 1982 | 1990 | 1999 | 2006 | 2011 | 2016 |
| ---- | ---- | ---- | ---- | ---- | ---- | ---- | ---- | ---- |
| 555  | 532  | 562  | 649  | 693  | 725  | 872  | 881  | 918  |

| 2021  | 2022  | - | - | - | - | - | - | - |
| ----- | ----- | - | - | - | - | - | - | - |
| 1 003 | 1 023 | - | - | - | - | - | - | - |

## Lieux et monuments
- Château du Verger au Coq.

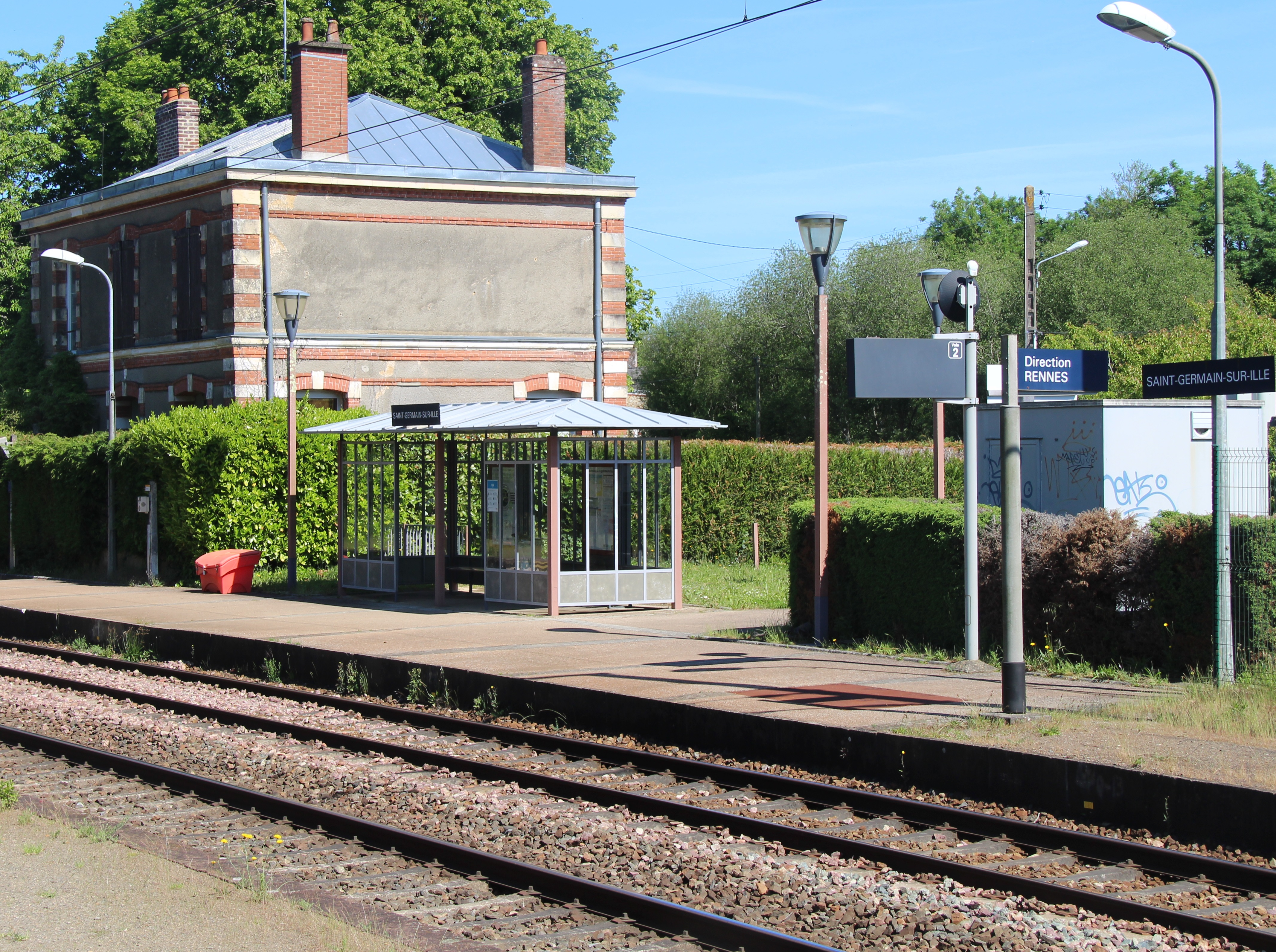
La gare.
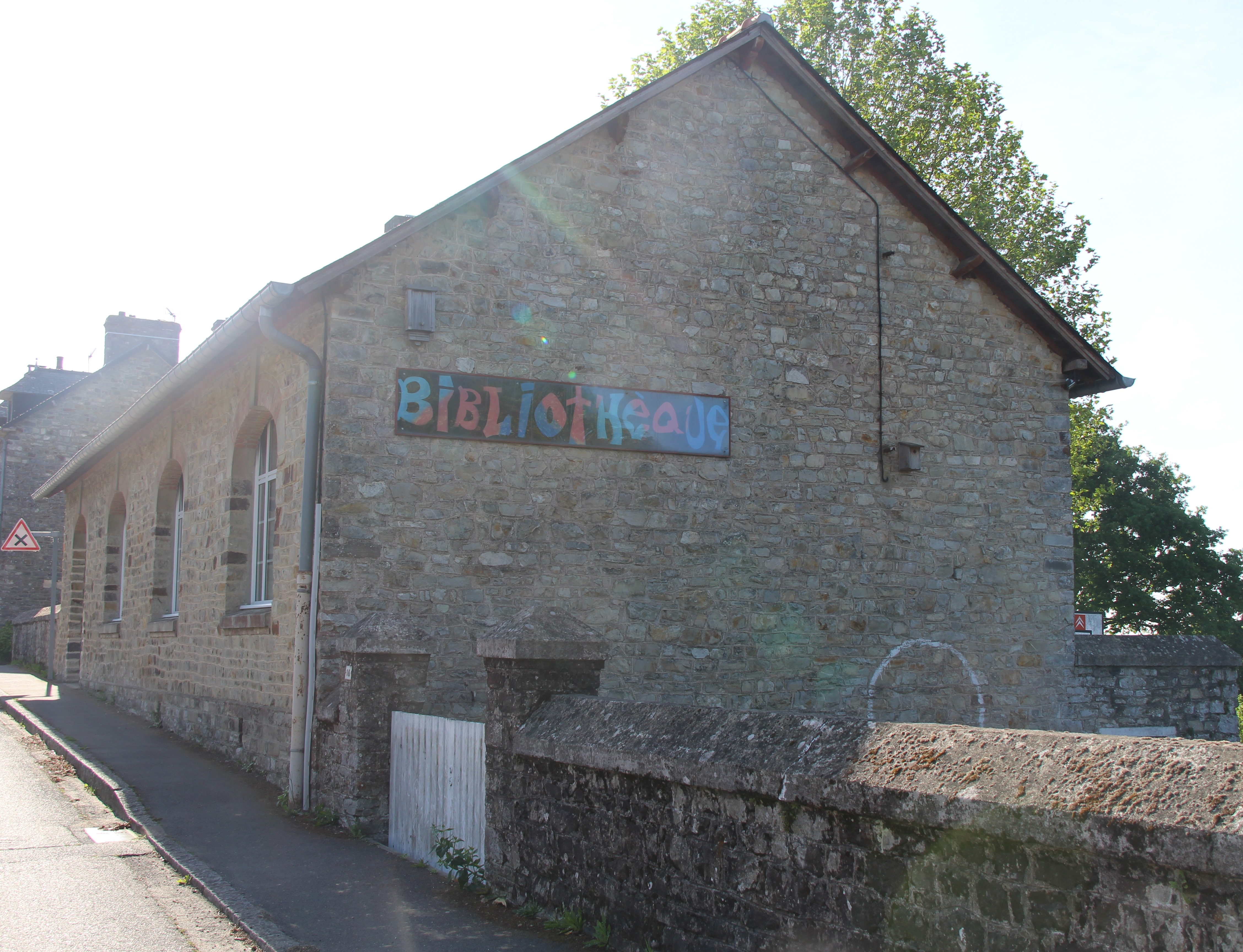
La bibliothèque municipale.
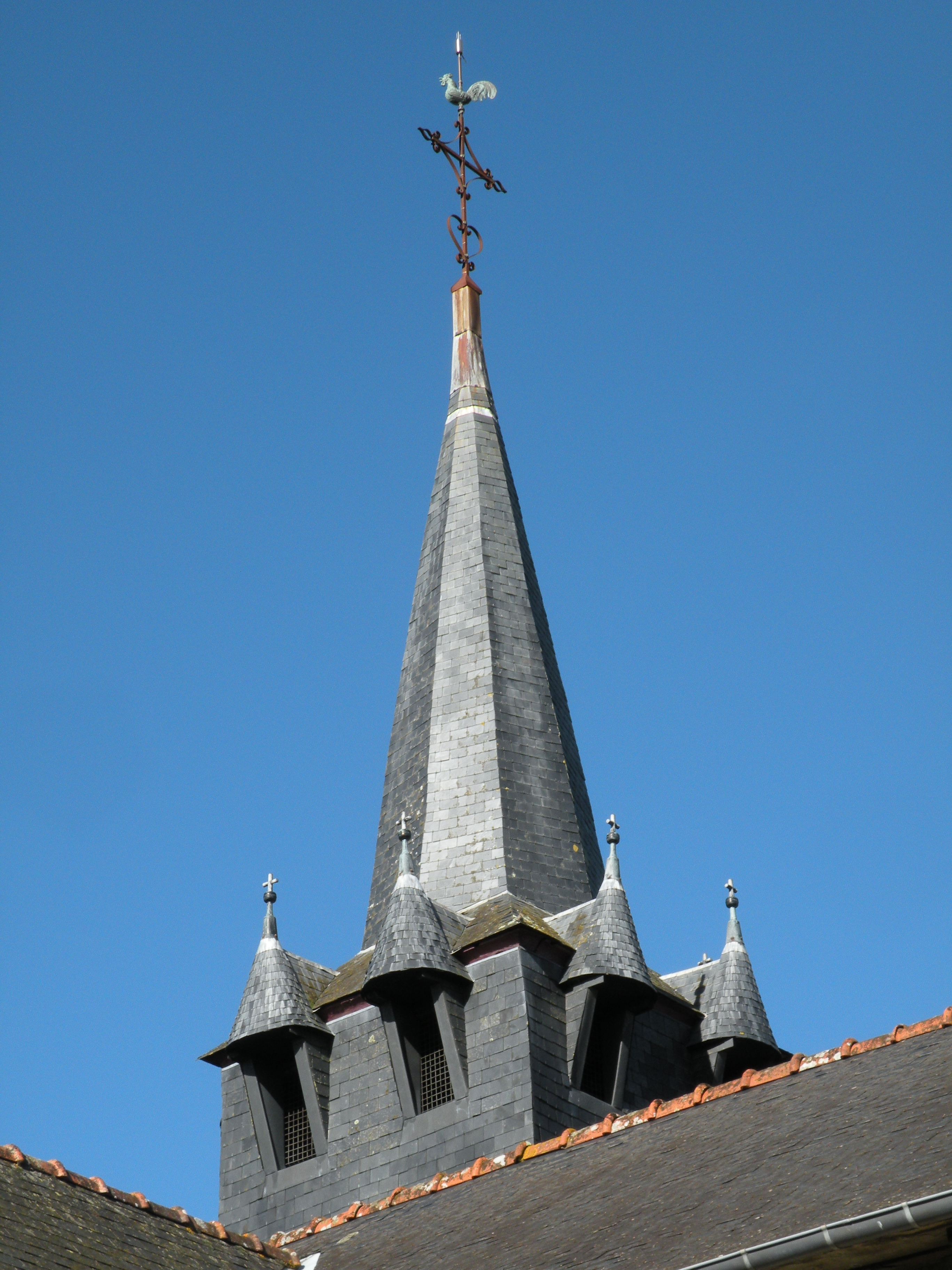
Le clocher de l'église.
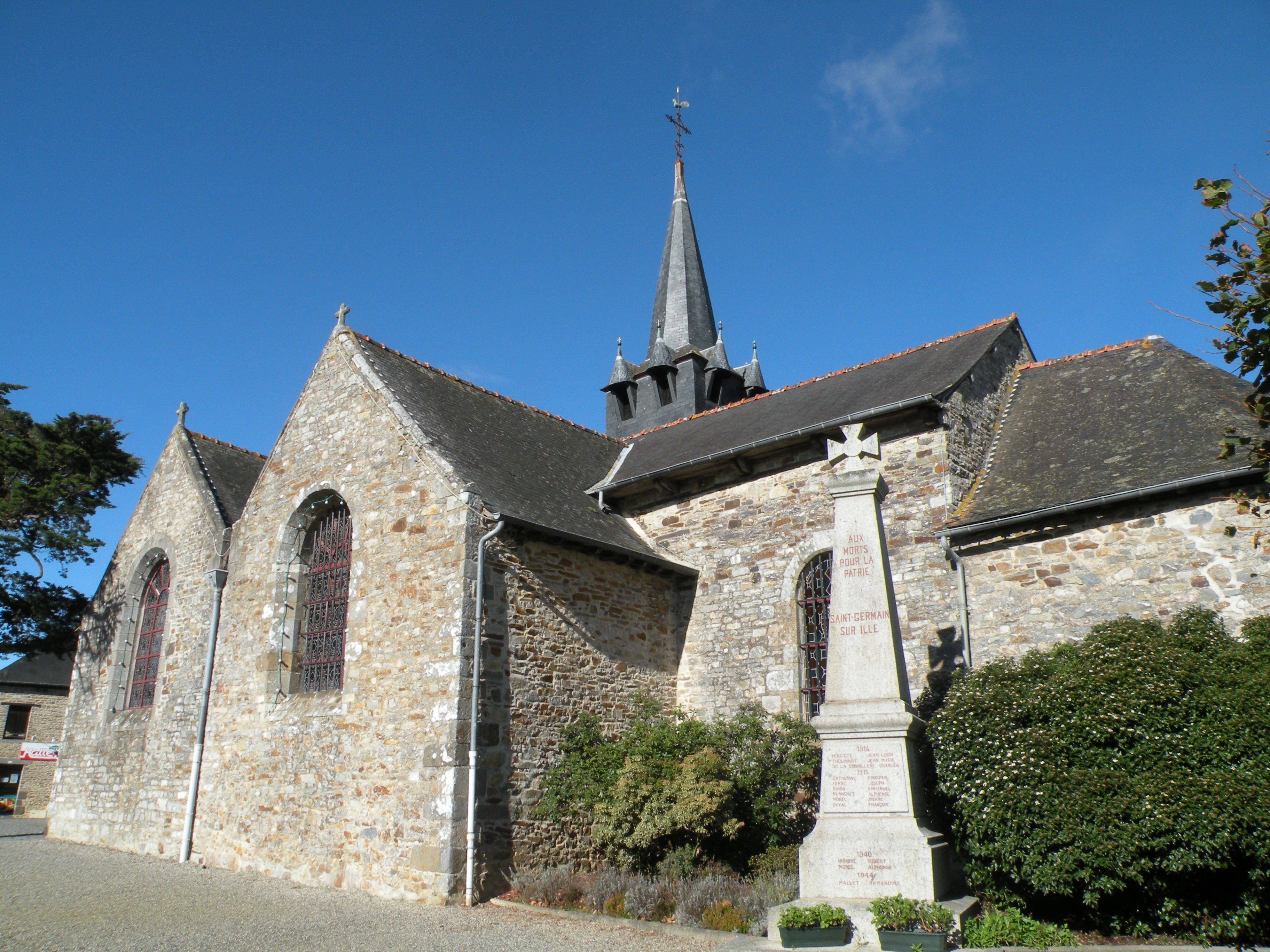
L'église.
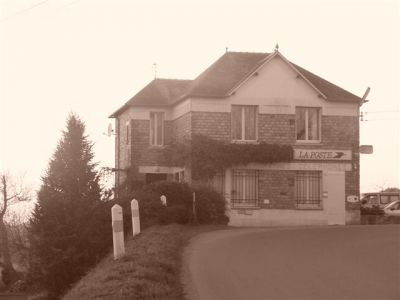
L'ancienne poste.
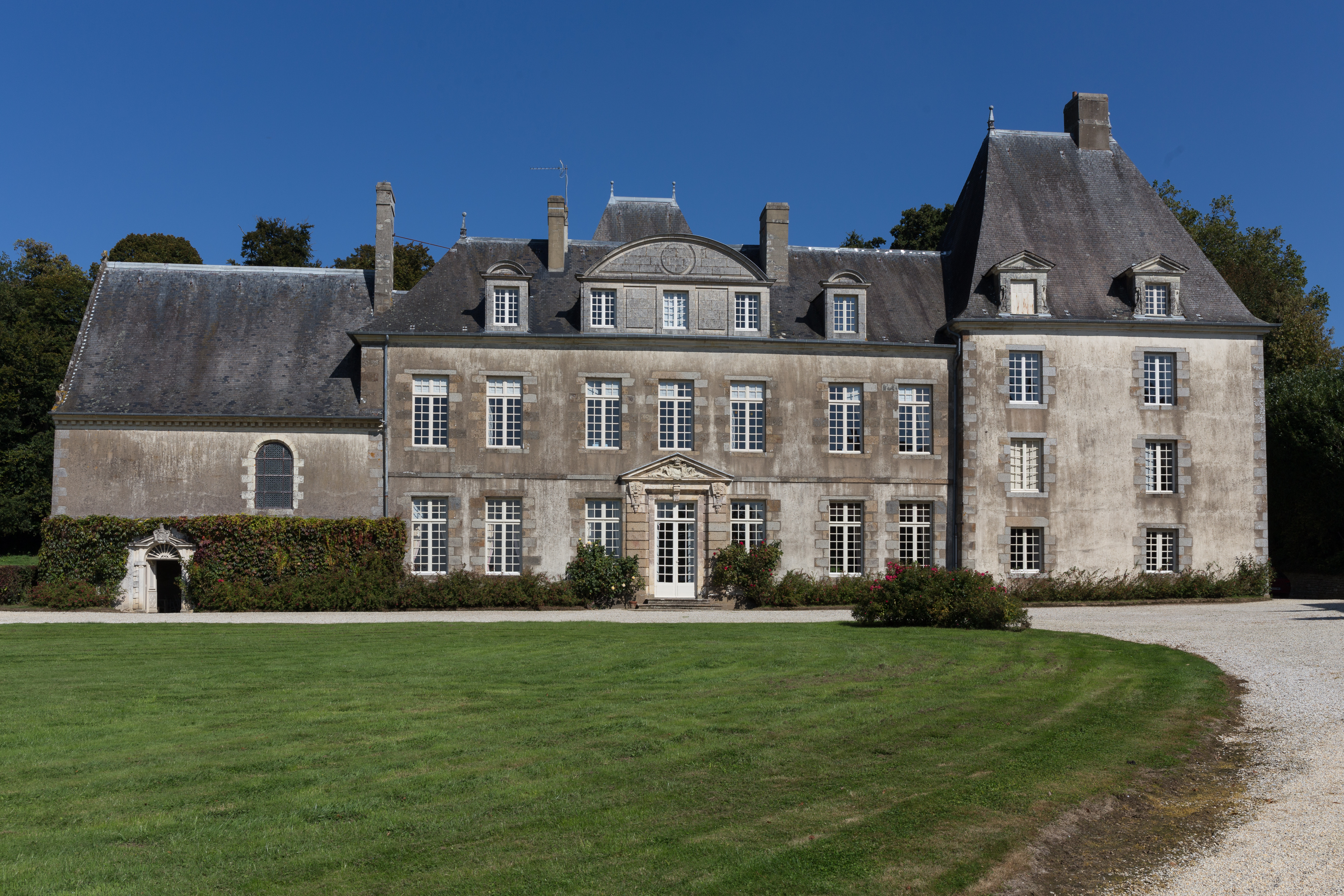
Le château du Verger au Coq

### Archives
- Une industrie de la pierre aux portes de Rennes : les carrières de Saint-Germain-sur-Ille, étude dactylographiée, 1973. Fonds Lucien Piquet<, Archives I&V, fonds 136 J, (0,40 ml). Lucien Piquet, (1909 † 1995), étudiant en histoire à la faculté des lettres de Rennes, professeur d'histoire au lycée Joliot-Curie à Rennes. Voir aussi Saint-Germain-sur-Ille et l'histoire, 1989.